# Malte Gårdinger
Malte Gårdinger   (Sankt Matteus, 23 de juliol de 2000) és un actor suec.
Fill de la figura televisiva i model Pontus Gårdinger, va encetar la seva carrera el 2014 amb la sèrie sueca Sune i fjällen i va saltar a la fama el 2021 amb el paper antagònic d'August a la sèrie de Netflix Young Royals. El mateix any va llançar el senzill "Nära vän" sota el nom artístic GIBBON, juntament amb Nonni Ardal, que signa com a NONNI.
El 2022 va passar a formar part del podcast setmanal Ungdum, produït per Novel Studios, amb el mateix Nonni Ardal i Felicia Truedsson (tots dos actors) com a colocutors.

## Filmografia
- 2014 – Sune i fjällen
- 2017 – Jordskott (sèrie)
- 2017 – Fate, pel·lícula de Dan Sheldon.
- 2020 – Sjukt oklar (sèrie)
- 2020 – Morden i Sandhamn (sèrie)
- 2020 – Skitsamma (sèrie)
- 2021 – Gåsmamman (sèrie)
- 2021 – Young Royals (sèrie)
- 2021 – Triangle of Sadness
- 2022 – Lyckoviken (sèrie)
- 2023 – Ett sista race